# Seema Biswas

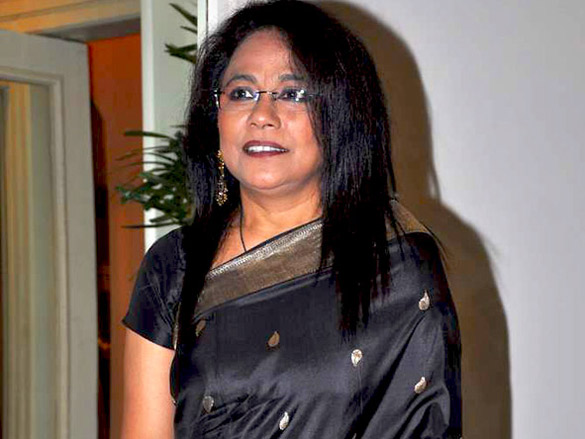
Seema Biswas

Seema Biswas (* 1965 Nalbari, Assam) ist eine indische Schauspielerin. Bekannt wurde sie durch die Rolle der Phoolan Devi im Film Bandit Queen, für den sie den indischen Nationalen Film Award in der Kategorie Beste Hauptdarstellerin erhielt.

## Leben
Biswas wurde in Nalbari, Assam geboren. Ihre Eltern sind Jagdish Biswas and Meera Biswas. Nach ihrem Abschluss in Politikwissenschaften am Nalbari College in Assam studierte sie Dramatic Arts (dramatische Künste) an der National School of Drama in Neu-Delhi.
Im Jahr 1988 spielte Seema Biswas die Heldin in Krishnan Kartha's Amshini (Hindi). Den Durchbruch im Hindi-Film gelang ihr erst 1994 in Shekhar Kapurs Film Bandit Queen. Ihr schauspielerisches Schaffen umfasst mehr als 80 Produktionen.
Im Jahr 2014 war sie Mitglied der Jury beim 45. International Film Festival of India (IFFI), das vom 20. bis zum 30. November in Goa stattfand.

## Filmografie
| Jahr | Titel                          | Rolle                        | Sprache                  |
| ---- | ------------------------------ | ---------------------------- | ------------------------ |
| 1988 | Amshini                        | Sarada                       | Hindi                    |
| 1994 | Bandit Queen                   | Phoolan Devi                 | Hindi                    |
| 1996 | Khamoshi: The Musical          | Flavy J. Braganza            | Hindi                    |
| 1997 | Ladies Only                    |                              | Hindi                    |
| 1998 | Hazaar Chaurasi Ki Maa         | Somu's mother                | Hindi                    |
| 1999 | Bindhaast                      | CBI officer                  | Marathi                  |
| 1999 | Samar                          | Dulari                       | Hindi                    |
| 2001 | Dhyasparva                     | Malati Karve                 | Marathi                  |
| 2001 | Shantham                       |                              | Malayalam                |
| 2002 | Deewangee                      | Psychiatrist                 | Hindi                    |
| 2002 | Company – Das Gesetz der Macht | Ranibai                      | Hindi                    |
| 2002 | Ghaav: The Wound               | Tanya                        | Hindi                    |
| 2003 | Boom                           | Bharti                       | Hindi, English           |
| 2003 | Bhoot                          | Bai                          | Hindi                    |
| 2003 | Iyarkai                        | Mercy                        | Tamil                    |
| 2003 | Pinjar                         | Pagli - Mad woman            | Hindustani, Punjabi      |
| 2004 | Kaya Taran                     | Sister Agatha                | Hindi                    |
| 2004 | Dobara                         |                              | Hindi                    |
| 2004 | Ek Hasina Thi                  | ACP Malti Vaidya             | Hindi, English           |
| 2004 | Hanan                          | Mrs. Heeralal                | Hindi, Bengali, English  |
| 2005 | Water                          | Shakuntala                   | English, Hindi           |
| 2005 | Mumbai Godfather               |                              | Hindi                    |
| 2005 | The White Land                 | Sudha's mother               | Hindi                    |
| 2006 | Vivah                          | Rama                         | Hindi                    |
| 2006 | Shoonya                        | Pradhan                      | Hindi                    |
| 2006 | Thalaimagan                    | Alankaram                    | Tamil                    |
| 2006 | Zindaggi Rocks                 |                              | Hindi                    |
| 2007 | Sofia                          | The Madam                    |                          |
| 2007 | Kamagata Maru                  |                              |                          |
| 2007 | Risk                           | Devki Wardhan                |                          |
| 2007 | Amal                           | Sapna Agarwal                | English, Hindi           |
| 2008 | Striker                        | Siddharth's mother           | Hindi                    |
| 2008 | Shaurya                        | Captain Javed Khan's mother  | Hindi                    |
| 2008 | Heaven on Earth                |                              | English, Punjabi         |
| 2008 | Yeh Mera India                 | Bai                          | Hindi                    |
| 2009 | Cooking with Stella            | Stella                       | English, Hindi           |
| 2009 | Dujone                         | Meghna's aunt                | Bengali                  |
| 2010 | Lalbaug Parel                  | Mother                       | Marathi                  |
| 2010 | City of Gold                   | Aai                          | Hindi                    |
| 2011 | Queens! Destiny Of Dance       | Guru Amma                    | Hindi                    |
| 2011 | Patang                         | Sudha                        | Hindi, Gujarati, English |
| 2011 | With Love, Delhi!              | Mother                       | English                  |
| 2012 | Midnight's Children            | Mary                         | English                  |
| 2014 | Chaarfutiya Chhokare           | Janki                        | Hindi                    |
| 2014 | Manjunath                      | Manjunath's Mother           | Hindi                    |
| 2014 | Sold                           | Amma                         | English                  |
| 2014 | Balyakalasakhi                 | Selvi                        | Malayalam                |
| 2014 | Endless Summer                 |                              | Malayalam                |
| 2014 | Exclusion                      |                              | Hindi                    |
| 2015 | Jai Ho Democracy               | Mohini Devi                  | Hindi                    |
| 2016 | Kothanodi                      | Dhoneshwari                  | Assamese                 |
| 2016 | A Yellow Bird                  | Siva's mother                | Tamil, Mandarin, English |
| 2016 | Freaky Ali                     | Ali's Mother                 | Hindi                    |
| 2016 | Anatomy of Violence            |                              | Hindi                    |
| 2016 | Holding Back                   |                              | Hindi                    |
| 2017 | Half Girlfriend                | Rani Sahiba, Madhav's mother | Hindi                    |
| 2017 | Sameer                         | Mumtaz Khala                 | Hindi                    |
| 2017 | Soul Curry                     |                              | Konkani                  |
| 2017 | Dhiya Poota                    | Kakiya                       | Bhojpuri                 |
| 2018 | Bhoga Khirikee                 |                              | Assamese                 |
| 2019 | Darkness Visible               | Rakhee                       | Hindi                    |
| 2020 | Funny Boy                      | Ammachi                      | English, Tamil, Sinhala  |

## Fernsehen
| Jahr    | Titel                              | Rolle      |
| ------- | ---------------------------------- | ---------- |
| 2014–15 | Maha Kumbh: Ek Rahasaya, Ek Kahani | Mai Mui    |
| 2019    | Leila                              |            |
| 2020    | Daadi Amma Daadi Amma Maan Jaao!   | Daadi Amma |

## Web-Serien
| Jahr | Titel            | Rolle         |
| ---- | ---------------- | ------------- |
| 2020 | Code M           | Asif's mother |
| 2025 | Om Kali Jai kali | Koothar       |

## Auszeichnungen

### National Film Awards
- 1995: Best Actress für Bandit Queen

### Filmfare Awards
- 1997: Best Female Debut für Bandit Queen[5]

### Star Screen Awards
- 1997: Beste Nebendarstellerin für Khamoshi: The Musical

### Sangeet Natak Akademi Award
- 2001: Sangeet Natak Akademi Award[6]

### Genie/Canadian Screen Award
- Genie Awards 2006: Best Actress für Water
- Canadian Screen Award, 2013: Best Supporting Actress für Midnight's Children